# 井出弘之
井出 弘之（いで ひろゆき、1936年〈昭和11年〉3月27日 - 2015年〈平成27年〉11月24日）は岡山県出身の英文学者、東京都立大学名誉教授。

## 経歴
岡山県勝山町（現・真庭市）生まれ、小倉で少年期を過ごす。1948年に自作の詩が川端康成の選で『赤とんぼ』に掲載される。東京大学文学部英文科卒、1963年同大学大学院博士課程中退、金沢大学教養部助手、講師、1968年明治大学助教授、東京都立大学人文学部助教授、同教授。1999年定年退職、名誉教授、中央大学人文科学研究所客員研究員。イギリス近代文学および現代文学を専門としており、ウィリアム・ゴールディングやトマス・ハーディなどを訳した。

## 著書
- 『ハーディ文学は何処から来たか　伝承バラッド、英国性、そして笑い』（音羽書房鶴見書店、2009年）

## 訳書
- トマス・ハインド（英語版）『犠牲（）はいつも処女』（講談社、1974年）
- クレアラ・リーヴ『イギリスの老男爵』（国書刊行会・ゴシック叢書、1982年）
- ウィリアム・ゴールディング『我が町、ぼくを呼ぶ声』（集英社　世界の文学（17）、1977年、現代の世界文学、1980年／集英社文庫、1983年）
  - ゴールディング『ピンチャー・マーティン』（集英社　世界の文学（17）／集英社文庫、1984年）
- ホレス・ウォルポール『オトラントの城』（国書刊行会・ゴシック叢書、1983年）
- トマス・ハーディ『ダーバヴィル家のテス』（集英社 世界文学全集（56）、1980年）
  - 改訳版 『テス』（ ちくま文庫〈上下〉、2004年）
- リチャード・D.オールティック『二つの死闘　ヴィクトリア朝のセンセーション　異貌の19世紀』（国書刊行会、1993年）
- 『ハーディ短篇集』（編訳、岩波文庫、2000年）
- ピーター・アクロイド（英語版）『原初の光』（新潮社、2000年）

### 共訳
- （小池滋・山本和平・伊藤欣二 共訳）アーノルド・ケトル（英語版）『イギリス小説序説』（研究社出版、1974年）
- （由良君美・伊藤欣二・井上美沙子・門脇由紀子・高村忠明 共訳）『ラフカディオ・ハーン著作集 第10巻』（恒文社、1987年）※「ある国王のロマンス」訳担当
- （清水伊津代・永松京子・並木幸充 共訳）フロレンス・エミリー・ハーディ編著『トマス・ハーディの生涯　全集 16』（大阪教育図書、2011年）

## 論文
- Cinii - なお、検索結果一覧中の「井出宏之」については冒頭のとおり別人。